# جونتر لوتينز
يوهان جونتر لوتينز (25 مايو 1889 - 27 مايو 1941) أدميرال ألماني قضى بالخدمة العسكرية أكثر من ثلاثين عاما وشهد حربين عالميتين. يشتهر بتصرفاته خلال الحرب العالمية الثانية وقيادته للسفينة الحربية بسمارك في المحيط الأطلسي في عام 1941.
ولد في عام 1889، دخل في البحرية الإمبراطورية الألمانية في عام 1907. وصل إلى رتبة ضابط قبل اندلاع الحرب، عندما  عُيَّن في سرب زوارق طوربيد. خلال الحرب العالمية الأولى، عمل لوتينز في بحر الشمال والقناة الإنجليزية وخاض العديد من العمليات ضد البحرية الملكية البريطانية.
في عام 1935، بعد وصول الحزب النازي إلى السلطة تحت قيادة أدولف هتلر في عام 1933، تم إعادة تشكيل القوات البحرية مرة أخرى وإعادة تسميتها باسم كريغسمارين. سرعان ما تعرف لوتنس على إريك رايدر وكارل دونيتز. القائدان العامان للبحرية النازية في الحرب العالمية الثانية. أدت قدرته وصداقته إلى ترقيته إلى Kapitän zur See (كابتن بحر) لقيادة الطراد Karlsruhe. وصل إلى رتبة كونتيرميرال خلال سنوات السلام الستة في أكتوبر 1937.
في سبتمبر 1939، بدأت الحرب العالمية الثانية مع الغزو الألماني لبولندا. تقلد لونيتز مشبك الصليب الحديدي من الدرجة الثانية (1939) بعد ثلاثة أيام. قاد عمليات المدمرة في بحر الشمال خلال فصل الشتاء، 1939-1940، تقلد مشبك الصليب الحديدي من الدرجة الأولى. في 1 يناير 1940، تمت ترقيته إلى Vizeadmiral (نائب الأدميرال). في أبريل 1940، حصل على قيادة مؤقتة للأسطول السطحي الألماني بأكمله خلال مرحلة الهبوط الأولى من عملية فيزروبونغ، غزو الدنمارك والنرويج. تقلد وسام الفارس الصليبي الحديدي.
في أعقاب الحملة  عُيَّن في منصب قائد أسطول في البحرية الألمانية وتم ترقيته إلى رتبة أدميرال في 1 سبتمبر 1940. شارك في التخطيط المبدئي عملية أسد البحر والغزو المخطط له للمملكة المتحدة، ولكن تم تأجيل الخطط بعد معركة بريطانيا. تحولت النوايا الألمانية إلى فرض حصار وعينت لوتنز علىالبوارج الألمانية شارنهورست وغيسيناو التي كانت محور أسطوله، كما أستخدمت السفينة الأخيرة كمركز لقيادته. في يناير 1941، خطط ونفذ عملية <i id="mwQA">برلين</i>، وهي غارة على المحيط الأطلسي لدعم غواصات يو في معركة الأطلسي من خلال مهاجمة خطوط الشحن التجارية البريطانية. كانت العملية بمثابة انتصار تكتيكي ودعاية. انتهى الأمر في مارس 1941 عندما رست السفن في فرنسا التي احتلتها ألمانيا بعد أن أبحرت حوالي 18000 ميل؛ وهو رقم قياسي لمجموعة قتالية ألمانية في ذلك الوقت. أدى نجاحه إلى اختياره للقيام بمزيد من العمليات.
في مايو 1941، قاد لوتنز فرقة عمل ألمانية مؤلفة من البارجة بسمارك والطراد الثقيل برينز يوجين خلال عملية راينوبونج. في كتكرار لعملية برلين، طُلب من لوتنز الخروج من قاعدته البحرية في بولندا المحتلة والإبحار عبر النرويج المحتلة، ومهاجمة السفن التجارية. العملية توقفت وسرعان ما رصدت فرقة العمل واشتبكت بالقرب من أيسلندا. في معركة مضيق الدنمارك التي تلت ذلك، أغرقت البارجة البريطانية أتش ام أس هوود وأجبرت ثلاث سفن حربية بريطانية أخرى على التراجع. ثم انفصلت السفينتان الألمانيتان. بعد ثلاثة أيام وفي 27 مايو فقد لوتنز ومعظم طاقم السفينة حياتهم عندما تم إغراق بسمارك.
في عام 1955 تم إعادة تسليح جمهورية ألمانيا الاتحادية ودخلت في حلف الناتو. تم تأسيس البوندسمارين في العام التالي. في عام 1967 اعترفت هذه المنظمة بولتنز وخدمته من خلال تسمية المدمرة لوتنز على اسمه.

## النشأة
وُلِد يوهان غونتر لوتجين في مدينة فيسبادن في ولاية هيس ناسو، وهي مقاطعة تابعة لمملكة بروسيا، في 25 مايو 1889. كان نجل التاجر يوهانس لوتجينز وزوجته لويس، ني فولز.  نشأ في فرايبورغ إم بريسغاو، وتخرّج من ملعب بيرولد - للألعاب الرياضية مع شهادته ( أبيتور ) البالغة من العمر سبعة عشر عامًا.  

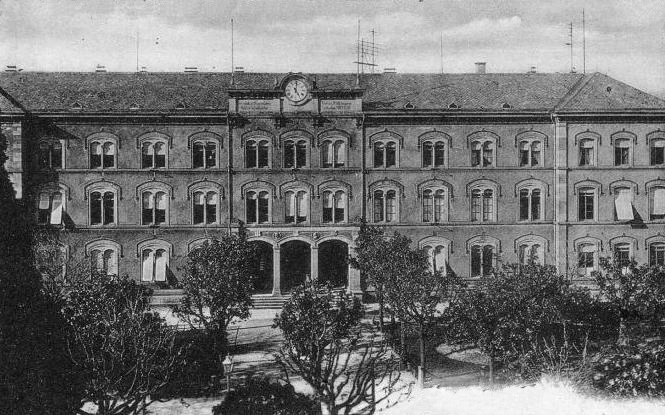
Berthold-Gymnasium Freiburg ، 1900

التحق بالبحرية الإمبراطورية الألمانية ( كايزرليش مارين) باعتباره Seekadett ( midshipman ) في 3 أبريل 1907 في الأكاديمية البحرية الإمبراطورية الألمانية في كيل، حيث تلقى تدريبات المشاة الأولية.  قضى سنته الأولى في Freya (9 مايو 1907 - 1 أبريل 1908) لتدريبه العملي على متن سفينة وقام بأول رحلة بحرية له في العالم، قبل حضور دورة الضباط في الأكاديمية البحرية في Mürwik . أطلق عليه زملاؤه لقب "Pee Ontgens" على اسم شخصية من كتاب Das Meer (The Sea) للكاتب الألماني برنهارد كلرمن، الذي كان أحد كتبه المفضلة.  تخرج لوتنز ثم تمت ترقيته بعد ذلك إلى رتبة Fähnrich zur See (ملازم) في 21 أبريل 1908.  ابتداءً من 1 أبريل 1909، تلقى تدريبًا على المدفعية البحرية في مدرسة المدفعية البحرية  في كيل-ويك، ثم شارك في دورة طوربيد على متن السفينة فورتمبيرغ في 1 يوليو 1909. 
ثم حضر لوتجين دورة مشاة أخرى مع الكتيبة البحرية الثانية قبل الإبحار على متن Elsass في 1 أكتوبر 1909.  بعد تلقيه رتبة Leutnant zur See (ملازم ثان) في 28 سبتمبر 1910، خدم على متن السفينة كونيغ فيلهلم (26 سبتمبر 1910 - 1 أبريل 1911) ، وهي سفينة ميناء، ثم هانزا (1 أبريل 1911 - 1 أبريل 1913). ثم عاد إلى السفينة كونيغ فيلهلم (1 أبريل 1913 - 1 أكتوبر 1913)،  حيث عمل كمدرس وبعد ذلك كمدرب للطلاب. أستخدمت السفينة كونيغ فيلهلم ومقرها في كيل في ذلك الوقت، كسفينة تدريب لطلاب البحرية. ثم أكمل جولتين عالميتين أخريين على متن هانزا.  بعد القيام بهذه المهام، تمت ترقيته إلى رتبة Oberleutnant zur See (ملازم ثانوي) في 27 سبتمبر 1913. 
شغل لوتنز منصب ضابط مراقبة في أسطول زوارق الطوربيد الرابع.   في 1 أكتوبر 1913،  عُيَّن ضابطًا في شركة I. Torpedodivision، وعمل كضابط مراقبة في قارب الطوربيد G-169 في أسطول زوارق الطوربيد ديمي الثاني من 1 نوفمبر.  في 24 ديسمبر 1913، عاد إلى منصبه كضابط في الشركة مع I. Torpedodivision، قبل أن يصبح ضابط مراقبة في G-172 من 2nd أسطول زوارق الطوربيد ديمي الثاني في 15 مارس 1914. 

## فترة ما بين الحربين

### الاشتراكية الوطنية

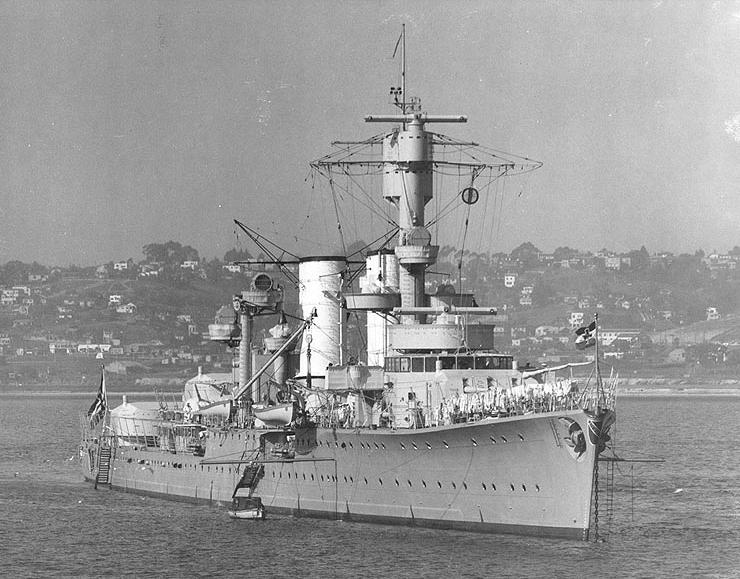
الطراد الألماني كارلسروه قبالة سان دييغو، كاليفورنيا في عام 1934

في 30 يناير 1933، وصل الحزب النازي بقيادة أدولف هتلر إلى السلطة في ألمانيا، وبدأ في إعادة تسليح البحرية. في عام 1935، أعاد تسمية البحرية من الرايخ مارين إلى كريغسمرينه.
في 16 سبتمبر 1933، قاد لوتنز الطراد كارلسروه وأبحر في جميع أنحاء العالم بزيارات ودية.  تولى لوتنز قيادة الطراد كارلسروه في رحلته التدريبية الرابعة. غادر كارلسروه كيل في 22 أكتوبر 1934. أبحرت السفينة عبر سكاجين، جزر الأزور وترينيداد على الساحل الشرقي لأمريكا الجنوبية، وعبرت كيب هورن، أعلى الساحل الغربي لأمريكا الجنوبية والوسطى والشمالية إلى فانكوفر. في كاياو (25 يناير - 6 فبراير 1935) انضموا إلى الاحتفال بمناسة مرور 400 عام غلى بيرو. عاد كارلسروه إلى كييل في 15 يونيو 1935 ، وسافر عبر قناة بنما إلى هيوستن وتشارلز تاون وفيغو بإسبانيا. 

التقى لوتنز بكارل دونيتز لأول مرة -القائد العام للقوات البحرية في المستقبل- في فيغو في يونيو 1935. في تلك المرحلة، عُهد إلى دونتيز بإعادة بناء سلاح الغواصات الألماني، لكنه قضى الصيف في البحر في قيادة الطراد إمدن. بعد وصوله إلى الميناء، التقى اريش رايدر. أبلغ رايدر دونيتز بأن: 
 من المقرر أن يصبح لوتنز رئيسًا لقسم شؤون الضباط في مقر القيادة البحرية بمهمة تشكيل ضباط فيلق للبحرية الجديدة التي نوشك على بنائها.  
 في عام 1936، تم تعيين لوتنز رئيس قسم شؤون الموظفين (Marinepersonalamt) للكريغسمرينه، وهو المكتب الذي كان قد خدم في 1932-1934، وفي عام 1937، أصبح الفوهرر دير طوربيدوبوت (رئيس زوارق الطوربيد)، وكانت سفينة Z1 Leberecht Maass هي السفينة الرئيسية له، وتمت ترقيته إلى كونتريميرال في أكتوبر 1937.  بينما كان في قيادة قسم شؤون الموظفين، لم يفعل شيئًا لفرض قوانين نورمبرغ المتعلقة بالعرق في كريغسمارينه.  في نوفمبر من عام 1938، كان لوتنز واحدًا من ثلاثة ضباط فقط، بمن فيهم دونيتز، الذين احتجو كتابيًا لرايدر، القائد الأعلى للبحرية، ضد مذابح كريستالناخت المعادية لليهود . 
وصف خليفته في مشاة البحرية كونراد باتزيج لوتجين بأنه ضابط بحري مخصص وضع خدمته للأمة قبل الحزب الحاكم. كما وصفه بأنه رجل يصعب معرفته. قال باتزيج عنه «واحد من أكثر الضباط خبرة في الخدمة، منطقي للغاية وذكي، غير قابل للفساد في آرائه وشخصية جذابة عندما تعرفت عليه».  

## الحرب العالمية الثانية

### عملية فيزروبونغ

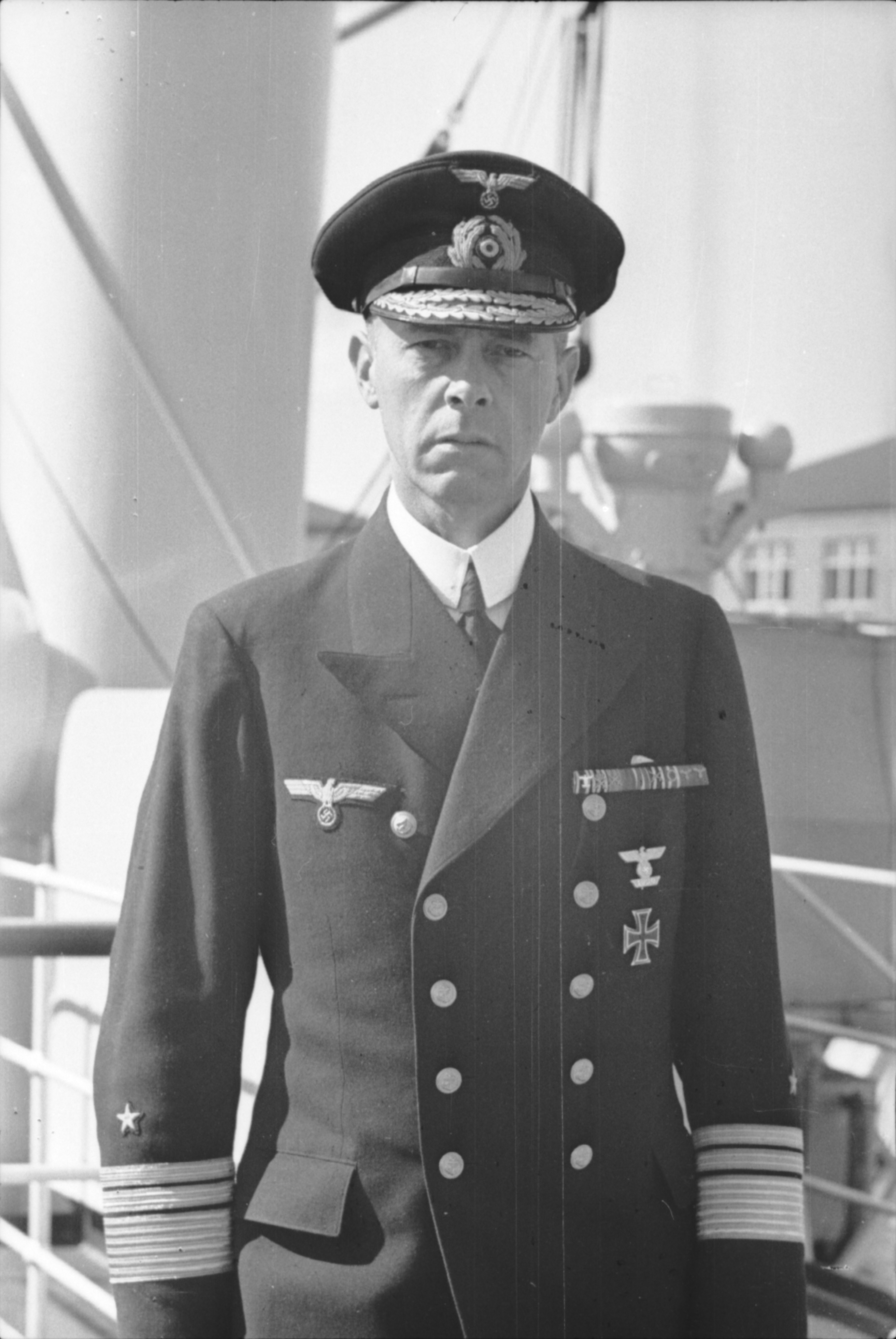
لوتجين برتبة نائب أدميرال في أبريل 1940

في أبريل 1940، أثناء غزو الدنمارك والنرويج ( عملية فيزروبونغ)، شغل منصب نائب أدميرال وقاد قوات التغطية البعيدة في بحر الشمال - التي تألفت من البوارج الألمانية شارنهورست وغيسيناو . أصيب رئيسه - فيزميدال فيلهلم مارشال- قد أصيب بمرض قبل العملية مباشرة، لذا تولى قيادة عمليات الهبوط في نارفيك وتروندهايم. 
كلف لوتنز بقيادة شارنهورست وغيسيناو في عملية مرافقة لقوة مكونة من 10 مدمرات بقيادة الفوهرر دير Zerstörer (قائد المدمرات) فريدريك بونتي. كان الأسطول محملاً بالجنود الذين ينتمون إلى الفرقة الجبلية الثالثة تحت قيادة إدوارد ديتل. انقسمت الفرقة للاستيلاء على نارفيك. ألقى لوتنز كلمة على ضباطه على متن السفينة غيسيناو في 6 أبريل بحضور رايدر. كان لدى لوتنز شكوكه حول الحكمة من العملية برمتها، لكنه لم يبد أي علامة على مشاعره لمرؤوسيه. تأمل لوتنز بسوء الاحوال الجوية لحماية الاسطول من طائرات الحلفاء. كانت السماء صافية وهوجمت السفن مرتين من قبل قاذفات " القيادة الساحلية للقوات الجوية الملكية" دون نتيجة. كشف موقع الطيارين البريطانيين وذهب عنصر المفاجأة. ومع ذلك ظل لوتنز مقيدا بالموعد المحدد وسلم القوة إلى نارفيك.
كانت مهمة لوتنز بعد ذلك هي سحب الوحدات البريطانية من نارفيك وتسهيل عمليات الهبوط هناك ومنع البحرية الملكية من مهاجمة المدمرات ومركبات الهبوط. خلال مرحلة الهبوط، اقتربت قواته من قوة المهام التابعة للبحرية الملكية بقيادة قائد طراد المعركة أتش أم أس Renown. أشتبكت السفينة البريطانية في الساعة 05:05 وأجبرت لوتنز على خوض معركة غير حاسمة مع Renown. نجح لوتنز في إخراج السفن الألمانية دون تكبد أضرار كبيرة في المعركة. لقد رأى أن عمليته ناجحة.   غيّر لوتنز رأيه تقريبًا خلال المعركة، معتقدا أن القتال الضاري قد يجلب الراحة لقوة المدمرات الألمانية في نارفيك - وهي قوة أُجبر فعلًا على التخلي عنها في مواجهة التفوق البحري للعدو. لكن احتمال استخدام أتش أم أس Rodney، التي حدد موقعها المخابرات البحرية الألمانية في المنطقة المجاورة، لذلك كان هناك مخاطرة كبيرة. من نتائج معركة نارفيك إغراق 10 مدمرات ألمانية واستمرت الحملة على الميناء حتى يونيو. قتل بونتي عندما انفجرت سفينة قيادته فيلهلم هيدكامب. 
ربما كان من الممكن أن يستدير ويغرق Renown من خلال الهجوم عليها من اتجاهات مختلفة، باستخدام البوارج شارنهورست وغيسيناو، ولكن المدمرات البريطانية المصاحبة كانت في وضع جيد للانضمام إلى القتال لو فعل ذلك. التقى لوتنز لاحقا مع الطراد الأدميرال هيبير ووصل إلى فيلهلمسهافن في 12 أبريل بعد أن تجنب أسطول كبير. 

### عملية راينوبونج

#### الاوامر

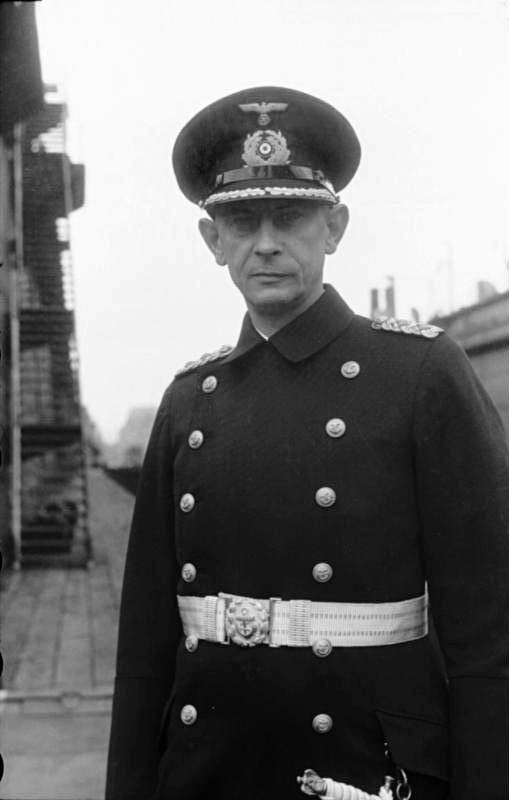
إرنست ليندمان، قبطان البسمارك

في 18 مايو بدأت العملية. كان لوتجين قد أبلغ ليندمان وبرينكمان في 18 مايو بأنه يعتزم الإبحار في القطب الشمالي والتزود بالوقود في البحر.  بعد ثلاثة أيام من الإبحار في المياه النرويجية، أمر لوتينز بتوقف لتزود بالوقود في Grimstadfjord بالقرب من برغن. لم يتم إبلاغ ليندمان أو برينكمان بقرار إسقاط المرساة والتزود بالوقود. كما جرت العادة، لم يقدم أي تفسير لتغيير رأيه. 
بينما كانت تتم إعادة تزويد برنس يوجين بالوقود، رفض لوتجينز أن يعلو بسمارك. سمح الثقب في أحد خطوط الوقود قد سمح فقط بتدفق أولي قدره 6000 طن. وكان من المقرر تعبئة 2000 طن إضافية في البحر.  غادرت السفينة بحر البلطيق ناقصة وقود بحوالي 200 طن، واستهلكت 1000 طن من الوقود متجهة إلى النرويج. عرف لوتز أن الناقلة الألمانية فايسنبرغ كانت تنتظره في القطب الشمالي، ولم يبق سوى يوم واحد من الإبحار للوصول اليها، لكنه أبعد ما يكون عن أعين البريطانيين.  ربما كانت نيته لتزود هناك. في حال لم يتم الزود بالوقود خلال العملية.

## معرض صور

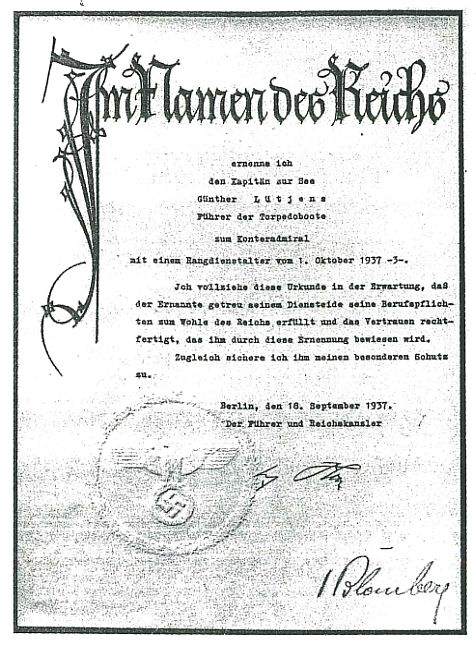
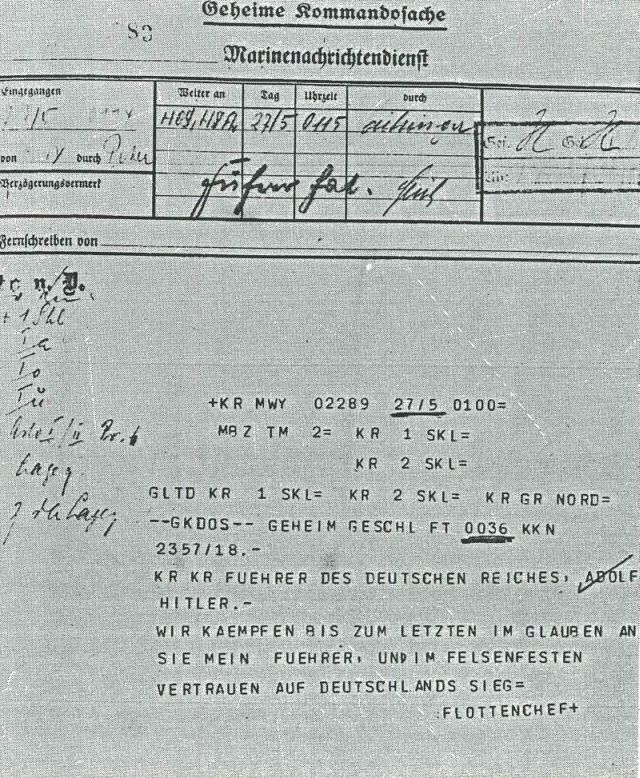
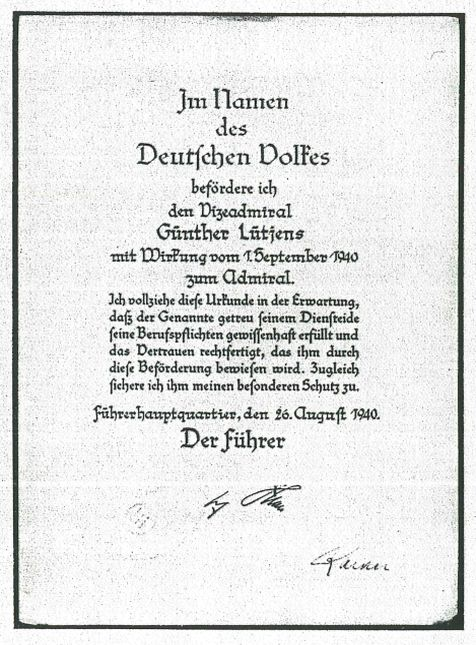
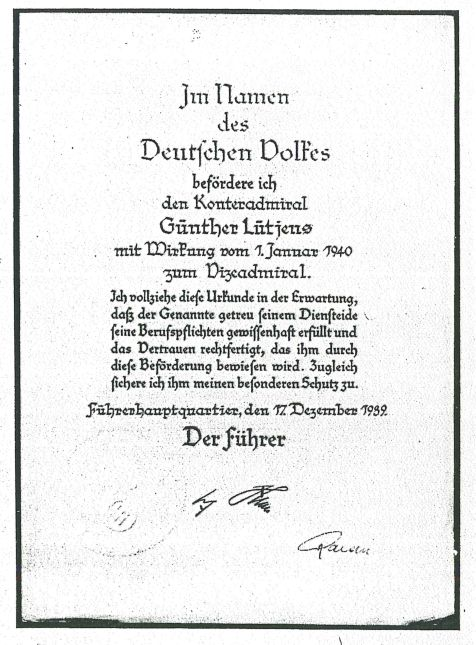
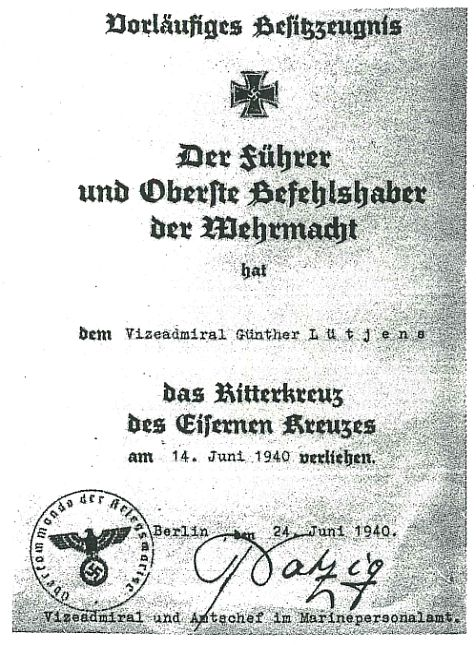